# Komi Can’t Communicate
Komi Can’t Communicate (яп. 古見さんは、コミュ症です Коми-сан ва, комюсё: дэсу) — манга, созданная Томохито Одой. Впервые была опубликована в качестве ваншота в сентябре 2015 в японском журнале Weekly Shōnen Sunday издательства Shogakukan. Регулярно начала выпускаться в мае 2016 с небольшими изменениями персонажей из ваншота.
Студия OLM взялась за создание аниме на основе манги. Его премьера состоялась в октябре 2021 года.

## Сюжет
Действие происходит в старшей школе «Итан». Сёко Коми невероятно красива, вся школа боготворит её и сходит по ней с ума. При этом она ведет себя довольно холодно со всеми, и только Хитохито Тадано знает причину такого поведения: Коми-сан испытывает большие неудобства в общении с людьми, она боится разговаривать. Тадано-кун решает помочь Коми-сан избавиться от этого страха и найти 100 друзей. Каждый новый друг, которого встречает Коми, имеет свой характер, который проявляется по ходу сюжета.

## Персонажи
Сёко Коми (яп. 古見 硝子 Коми Сё:ко) — главная героиня, бисёдзё, признанная богиня не только своего класса, но и всей школы. Из-за неуверенности и страха перед другими людьми у неё проблемы с общением, она говорит редко, тихо и чаще всего невнятно. Если она хочет что-то сказать, то предпочитает делать это посредством записей в блокноте. Коми-сан могут понимать без слов только Тадано и её семья. Благодаря Тадано, её первому другу, Коми потихоньку начинает открываться людям, а так же влюбляться в Тадано. Её главная мечта — преодолеть свой страх и завести 100 друзей. Имеет такого же молчаливого брата Сёсукэ.
Сэйю: Аой Кога
Хитохито Тадано (яп. 只野 仁人 Тадано Хитохито) — одноклассник Коми. Ничем не примечательный школьник, самый обычный во всех смыслах. Стал первым другом Коми, потому что смог понять причину её отстранённости. Способен понимать мысли и мотивы человека, даже если тот молчит. Имеет чувства к Сёко. У него также есть младшая сестра Хитоми.
Сэйю: Гакуто Кадзивара
Надзими Осана (яп. 長名 なじみ Осана Надзими) — друг Хитохито со средней школы. Человек неопределённого пола: в средней школе Тадано был уверен, что Надзими — парень, сейчас же Осана утверждает обратное. Ни один персонаж не знает настоящего пола Надзими, автор держит интригу перед читателями. Имеет хобби заводить друзей, дружит со всеми с детства и становится вторым другом Коми. Его имя буквально означает «друг детства».
Сэйю: Риэ Муракава

## Манга
Манга Komi Can’t Communicate создана Томохито Одой. Впервые была опубликована в качестве ваншота 16 сентября 2015 года в японском журнале Weekly Shonen Sunday издательства Shogakukan. Регулярно начала выпускаться 18 мая 2016 в том же журнале с небольшими изменениями персонажей из ваншота. Первый том был опубликован 16 сентября 2016 года.
Для выхода на английском языке она была лицензирована издательством Viz Media, первый англоязычный том был выпущен 11 июня 2019 года. Она также лицензирована в Тайване Chingwin Publishing Group в феврале 2018 года, в Индонезии издательством Elex Media Komputindo в октябре 2019 года, в Германии — Tokyopop, в Италии — J-Pop и в Аргентине и Испании — Editorial Ivrea.

### Список томов
| №  | Дата публикации     | ISBN                   |
| -- | ------------------- | ---------------------- |
| 01 | 16 сентября 2016 г. | ISBN 978-4-09-127343-7 |
| 02 | 16 декабря 2016 г.  | ISBN 978-4-09-127426-7 |
| 03 | 17 марта 2017 г.    | ISBN 978-4-09-127509-7 |
| 04 | 16 июня 2017 г.     | ISBN 978-4-09-127575-2 |
| 05 | 18 июля 2017 г.     | ISBN 978-4-09-127664-3 |
| 06 | 18 октября 2017 г.  | ISBN 978-4-09-127856-2 |
| 07 | 18 декабря 2017 г.  | ISBN 978-4-09-127885-2 |
| 08 | 16 марта 2018 г.    | ISBN 978-4-09-128091-6 |
| 09 | 18 июня 2018 г.     | ISBN 978-4-09-128254-5 |
| 10 | 18 сентября 2018 г. | ISBN 978-4-09-128390-0 |
| 11 | 18 декабря 2018 г.  | ISBN 978-4-09-128590-4 |
| 12 | 18 марта 2019 г.    | ISBN 978-4-09-128802-8 |
| 13 | 18 июня 2019 г.     | ISBN 978-4-09-129166-0 |
| 14 | 16 августа 2019 г.  | ISBN 978-4-09-129329-9 |
| 15 | 18 ноября 2019 г.   | ISBN 978-4-09-129441-8 |
| 16 | 18 февраля 2020     | ISBN 978-4-09-129555-2 |
| 17 | 18 мая 2020         | ISBN 978-4-09-850072-7 |
| 18 | 18 сентября 2020    | ISBN 978-4-09-850178-6 |
| 19 | 18 ноября 2020      | ISBN 978-4-09-850277-6 |
| 20 | 18 февраля 2021     | ISBN 978-4-09-850389-6 |
| 21 | 18 мая 2021         | ISBN 978-4-09-850529-6 |
| 22 | 18 августа 2021     | ISBN 978-4-09-850644-6 |
| 23 | 18 октября 2021     | ISBN 978-4-09-850720-7 |
| 24 | 18 января 2022      | ISBN 978-4-09-850866-2 |
| 25 | 18 апреля 2022      | ISBN 978-4-09-851058-0 |
| 26 | 15 июля 2022        | ISBN 978-4-09-851185-3 |
| 27 | 18 октября 2022     | ISBN 978-4-09-851349-9 |
| 28 | 18 января 2023      | ISBN 978-4-09-851532-5 |
| 29 | 18 апреля 2023      | ISBN 978-4-09-852027-5 |
| 30 | 18 июля 2023        | ISBN 978-4-09-852611-6 |
| 31 | 18 октября 2023     | ISBN 978-4-09-852853-0 |
| 32 | 18 января 2024      | ISBN 978-4-09-853073-1 |
| 33 | 17 апреля 2024      | ISBN 978-4-09-853220-9 |
| 34 | 18 июля 2024        | ISBN 978-4-09-853434-0 |
| 35 | 18 октября 2024     | ISBN 978-4-09-853635-1 |
| 36 | 17 января 2025      | ISBN 978-4-09-853813-3 |
| 37 | 18 марта 2025       | ISBN 978-4-09-854029-7 |

## Аниме
11 мая 2021 года была анонсирована аниме-адаптация студии OLM. Режиссёром назначен Кадзуки Кавагоэ, тогда как главным режиссёром — Аюму Ватанабэ. Сценаристом выступает Дэко Акао, дизайнером персонажей — Ацуо Накадзима, а композитором — Юкари Хасимото. Сериал транслировался на TV Tokyo с 7 октября по 23 декабря 2021 года. Netflix транслировал сериал еженедельно по всему миру с 21 октября 2021 года по 6 января 2022 года. Cider Girl исполнили начальную композицию аниме «Cinderella», а Kitri — завершающую «Hikareinochi».
23 декабря 2021 года Netflix сообщили, что в апреле 2022 года планируется премьера второго сезона.

## Популярность
На сентябрь 2018 года первые 10 танкобонов были распроданы общим тиражом более 2 миллионов. На февраль 2021 года было выпущено более 5 млн экземпляров первых двадцати томов.
Серия заняла первое место в опросе AnimeJapan «Наиболее желаемая аниме-адаптация» в начале 2020 года.